# Racing de Santander
Real Racing Club de Santander, S.A.D. este un club de fotbal din Spania cu sediul în Santander care a fost fondat în 1913. Meciurile de acasă le susține pe stadionul El Sardinero cu o capacitate de 22.271 de locuri.

## Sezoane
- 41 sezoane în Primera División
- 32 sezoane în Segunda División
- 1 sezoan în Segunda División B
- 4 sezoane în Tercera División

## Lotul actual de jucători (2024-2025)
La 3 februarie 2025.
| Nr. |                  | Poziție | Jucător                    |
| --- | ---------------- | ------- | -------------------------- |
| 1   | Spania           | P       | Miquel Parera              |
| 2   | Spania           | F       | Álvaro Mantilla            |
| 3   | Spania           | F       | Saúl García                |
| 4   | Spania           | F       | Pol Moreno                 |
| 5   | Spania           | F       | Javi Castro                |
| 6   | Spania           | M       | Íñigo Sainz-Maza (căpitan) |
| 7   | Coasta de Fildeș | M       | Lago Júnior                |
| 8   | Spania           | M       | Aritz Aldasoro             |
| 9   | Spania           | A       | Juan Carlos Arana          |
| 10  | Malaysia         | M       | Iñigo Vicente              |
| 11  | Spania           | A       | Andrés Martín              |
| 12  | Senegal          | M       | Maguette Gueye             |
| 13  | Spania           | P       | Jokin Ezkieta              |

| Nr. |         | Poziție | Jucător                                          |
| --- | ------- | ------- | ------------------------------------------------ |
| 14  | Spania  | A       | Ekain Zenitagoia                                 |
| 15  | Spania  | M       | Marco Sangalli                                   |
| 16  | Spania  | A       | Rober González (împrumutat de la NEC)            |
| 17  | Franța  | F       | Clément Michelin                                 |
| 18  | Spania  | F       | Manu Hernando                                    |
| 19  | Spania  | A       | Jon Karrikaburu (împrumutat de la Real Sociedad) |
| 20  | Gambia  | A       | Suleiman Camara                                  |
| 21  | Spania  | M       | Unai Vencedor (împrumutat de la Athletic Bilbao) |
| 22  | Spania  | M       | Pablo Rodríguez (împrumutat de la Lecce)         |
| 23  | Spania  | M       | Víctor Meseguer (împrumutat de la Valladolid)    |
| 24  | Spania  | F       | Javi Montero                                     |
| 29  | Ecuador | A       | Jeremy Arévalo                                   |
| 40  | Spania  | F       | Mario García                                     |

### Împrumuturi
| Nr. |  | Poziție | Jucător |
| --- |  | ------- | ------- |